# 上浜町 (福島市)
上浜町（かみはまちょう）は、福島県福島市の町名。丁番を持たない単独町名である。郵便番号は960-8134。

## 地理
市の本庁所管にあたる中央東地域に属し、中心市街地の南東部、阿武隈川左岸に位置する。東西は福島市道上浜町4号線などから福島市道上浜町1号線などにかけて、南北は阿武隈川から国道114号渡利バイパスにかけての範囲を町域とする。北で浜田町と、東で腰浜町と、南で阿武隈川を挟み渡利と、南西で舟場町および北町の北東角と、西で豊田町と隣接する。上町に所在する 福島警察署及び天神町に所在する福島消防署のそれぞれ管轄にあたる。町内は住宅地が広がる。

### 河川
- 阿武隈川

## 歴史
1940年代に従来の大字腰浜を廃し、地番呼称変更が行われ設置された。1964年に住居表示が実施され現在に至る。

## 世帯数と人口
2021年（令和3年）10月31日現在の世帯数と人口は以下の通りである。
| 町丁   | 世帯数  | 人口   |
| ------ | ------- | ------ |
| 上浜町 | 533世帯 | 1031人 |

## 小・中学校の学区
市立小・中学校に通う場合、学区は以下の通りとなる。
| 番地 | 小学校                 | 中学校                 |
| ---- | ---------------------- | ---------------------- |
| 全域 | 福島市立福島第二小学校 | 福島市立福島第二中学校 |

## 交通

### 鉄道
- 域内に鉄道施設は存在しない。

### 道路
- 国道114号渡利バイパス

### バス
福島交通路線バス
成蹊高校
- 1番ポール
  - わたり病院前経由南向台団地
  - ヘルシーランド・東浜町経由福島赤十字病院
  - 南向台循環渡利先回り
  - 東浜町経由福島赤十字病院
  - 飯野町
- 2番ポール
  - 新町経由福島駅東口
  - 福島駅東口
- 31番ポール
  - メロディバス

## 施設
- 福島成蹊高等学校
- 福島県教育会館
- 福島県女性のための相談支援センター
- 福島交通上浜車庫